# Этрусское двенадцатиградие

Этрусское двенадцатиградие на карте

Этрусское двенадцатиградие — 12 городов, составлявших в древности этрусский союз. Двенадцатиградье располагалось на территории нынешних областей Италии — Тосканы, Умбрии, Лацио. Оно включало в себя следующие этрусские города:
1. Вейи (после 396 год до н. э. — Пуплуна)
2. Каисра
3. Тархна
4. Велзна
5. Вульчи
6. Руселлы (Rusellae)
7. Клузий
8. Перузия
9. Ватлуна
10. Велатрий
11. Арреций
12. Куртун

Паллоттино относил возникновение двенадцатиградия к VII веку до н. э., а его окончательное оформление к середине VI века до н. э. Как пишет Н. Н. Залесский «… двенадцатиградие не составляло прочного политического объединения. Колонизация осуществлялась экономически обездоленными элементами и была стихийной». Союз пребывал в постоянной борьбе с халкидскими поселениями на побережье.
Остальные этрусские города находились в зависимости от этих двенадцати общин: так, например, Фалерии зависели от Вейи, Капена — от Фалерий.
Собрания союза были очередные (они назначались ежегодно весной) и чрезвычайные и происходили при храме богини Вольтумны. На этих собраниях решались общие дела союза (главным образом вопросы о войне и мире), совершались общие религиозные празднества; в дни собраний устраивались игры и состязания.